# Bloc s du tableau périodique
Le bloc s est un bloc du tableau périodique constitué des éléments chimiques du groupe 1 et du groupe 2 ainsi que de l'hélium, qui appartient au groupe 18 du tableau périodique. Il est appelé ainsi parce que la configuration électronique des éléments qui le composent est caractérisée à l'état fondamental par une sous-couche de plus haute énergie de type s (sharp ou simple), correspondant au nombre quantique azimutal ℓ = 0. Ce bloc contient tous les métaux alcalins, tous les métaux alcalino-terreux, ainsi que, sur la période 1, un non-métal (l'hydrogène) et un gaz noble (l'hélium).
|                | Groupe 1          | Groupe 2          |
| Sous-couche 1s | 1H Hydrogène      | 2He Hélium        |
| Sous-couche 2s | 3Li Lithium       | 4Be Béryllium     |
| Sous-couche 3s | 11Na Sodium       | 12Mg Magnésium    |
| Sous-couche 4s | 19K Potassium     | 20Ca Calcium      |
| Sous-couche 5s | 37Rb Rubidium     | 38Sr Strontium    |
| Sous-couche 6s | 55Cs Césium       | 56Ba Baryum       |
| Sous-couche 7s | 87Fr Francium     | 88Ra Radium       |
| Sous-couche 8s | 119Uue Ununennium | 120Ubn Unbinilium |
L'hélium apparaît ici dans le groupe 2 en raison de sa configuration électronique mais est usuellement rangé dans le groupe 18 en raison de ses propriétés chimiques qui sont celles des gaz nobles.
La configuration électronique à l'état fondamental des éléments du bloc s est présentée dans le tableau suivant :
| Élément chimique | Élément chimique | Élément chimique | Famille d'éléments     | Configuration électronique[1] |
| ---------------- | ---------------- | ---------------- | ---------------------- | ----------------------------- |
| 1                | H                | Hydrogène        | Non-métal              | 1s1                           |
| 2                | He               | Hélium           | Gaz noble              | 1s2                           |
| 3                | Li               | Lithium          | Métal alcalin          | [He] 2s1                      |
| 4                | Be               | Béryllium        | Métal alcalino-terreux | [He] 2s2                      |
| 11               | Na               | Sodium           | Métal alcalin          | [Ne] 3s1                      |
| 12               | Mg               | Magnésium        | Métal alcalino-terreux | [Ne] 3s2                      |
| 19               | K                | Potassium        | Métal alcalin          | [Ar] 4s1                      |
| 20               | Ca               | Calcium          | Métal alcalino-terreux | [Ar] 4s2                      |
| 37               | Rb               | Rubidium         | Métal alcalin          | [Kr] 5s1                      |
| 38               | Sr               | Strontium        | Métal alcalino-terreux | [Kr] 5s2                      |
| 55               | Cs               | Césium           | Métal alcalin          | [Xe] 6s1                      |
| 56               | Ba               | Baryum           | Métal alcalino-terreux | [Xe] 6s2                      |
| 87               | Fr               | Francium         | Métal alcalin          | [Rn] 7s1                      |
| 88               | Ra               | Radium           | Métal alcalino-terreux | [Rn] 7s2                      |
| 119              | Uue              | Ununennium       | Élément hypothétique   | [Og] 8s1                      |
| 120              | Ubn              | Unbinilium       | Élément hypothétique   | [Og] 8s2                      |